# 93e régiment d'artillerie de montagne
Pour les articles homonymes, voir RAM.
Le 93e régiment d'artillerie de montagne, héritier des batteries alpines et du 1er régiment d'artillerie de montagne, est localisé à Varces-Allières-et-Risset, dans la banlieue de Grenoble, au quartier de Reyniès.
Dernier régiment d'artillerie de montagne français, il a pour spécificité d'être à même de déployer son matériel en haute montagne.

## Création et dénominations
- Ce régiment est issu du 1er régiment d'artillerie de montagne, créé en 1910 à partir des batteries affectées à la défense des vallées au XIXe siècle.
- 1er janvier 1924 : création du régiment à Grenoble
- 1940 : dissolution
- ? : recréé

## Historique des garnisons, campagnes et batailles

### Entre-deux-guerres
La nouvelle codification du 10 avril 1923 attribue à l'artillerie de montagne les numéros 91 à 99. Le 1er janvier 1924, le 93e régiment d'artillerie de montagne reprend les traditions du 1er RAM. Il est le régiment d'artillerie de la 27e division alpine. Le 93 s'installe au quartier Hoche à Grenoble.
De mai à décembre 1925, un État-major de groupe et la 1re batterie équipée de canons de 65 mm de montagne sont dirigés vers le Maroc pour être engagés dans des opérations dans le Rif. Les hommes du régiment reçoivent pour cette courte campagne une cinquantaine de citations dont treize à l'ordre de l'armée (quatre à titre posthume) et six à l'ordre du corps d'armée.
En 1938, une batterie antichar est créée au 93. Le 93e RAM dispose désormais de trois groupes équipés de 75M (pesants près de 650 kg et pouvant se décomposer en sept fardeaux) et de 155 C 1917, ainsi que d'une batterie antichar équipée de canons de 47.

### Seconde Guerre mondiale

#### En 1939-1940
En 1939, à la suite du décret de mobilisation générale, le 93e RAM se dédouble pour former deux régiments : le 93e RAM et le 293e RALD (régiment d'artillerie lourde divisionnaire). Le 93 devient en octobre 1939 le régiment d'artillerie divisionnaire de la 64e division, restée pour défendre la frontière des Alpes, au sein de l'armée des Alpes.
Mobilisé avec deux groupes de 75M (I et II/93e RAM) et un groupe de 105M (en) (III/93e RAM), le 93e RAM reçoit en mars 1940 un quatrième groupe, le V/93e RAM mis sur pied à Nîmes avec des 75M. Le 10 mai, le V/93e RAM devient le III/93e RAM et l'ex-III/93e RAM devient le XI/93e RAM et est envoyé au Levant. Ce dernier groupe deviendra en novembre 1940 le I/RAML.
En octobre 1939, la batterie antichar du régiment et ses canons de 75/1897 hippomobiles rejoignent le 32e RAD. Une nouvelle batterie arrive le 2 décembre. Elle est rééquipée en mai de canons de 47.
La 64e DI fait face à l'invasion italienne de juin 1940 en combattant dans le secteur fortifié du Dauphiné, ainsi que dans le secteur défensif du Rhône. Le I/93e RAM est en Ubaye et le III/93e RAM dans le Queyras. Les soldats français arrêtent les troupes italiennes et conservent la plupart de leurs positions, en n'ayant que de très faibles pertes en hommes et en matériel. L'armée des Alpes fait également face à la menace allemande sur le Rhône, notamment la 13e division motorisée allemande. Le II/93e RAM, relevé début juin de ses positions dans le Briançonnais par le XI/2e RAM, s'installe donc face aux Allemands autour de Lus-la-Croix-Haute. L'armée des Alpes est considérée comme invaincue au moment du cessez-le-feu et son commandant, le général Olry, écrit dans l'ordre du jour du 26 juin 1940 : "Ceux qui ont fait cela ont le droit d'en être fiers".
Le 93e RAM est dissous le 31 juillet 1940. Ses éléments sont rattachés au 2e régiment régional d'artillerie de la 14e région basée à Grenoble (Armée de Vichy).

#### En 1944-1945
En 1945, le 93 est divisé et ses éléments sont répartis dans les alpes pour soutenir la 27e division d'infanterie alpine. À compter du 20 avril la 7e batterie du régiment, l'une des batteries de réserve, tient deux pièces de 75M (en)prêtes à tirer sur le Mont-Fréty, où les Allemands sont postés. Les 8 et 9 avril, les pièces françaises tirent sur la position allemande, le but étant de détruire le téléphérique de ravitaillement. C'est ainsi les combats d'artillerie les plus hauts d'Europe, à près de 3 600 m d'altitude.

### L'après-guerre
De 1940 à 1954, il change plusieurs fois d'appellation et redevient, le 16 mars[Quand ?], le I/93e RAM. C'est avec cette appellation que le I/93e RAM séjourne à l'issue de la Seconde Guerre mondiale à Innsbruck, en Autriche, dans le cadre des forces françaises d'occupation. En 1949, le régiment possède différents canons : des 105 HM2, des 75 de montagne (en) et des 65 de montagne.
Le 13 novembre 1950, un avion canadien qui transportait 52 pèlerins de retour de Rome et ses six membres d'équipage s'écrase sur la partie sommitale de l'Obiou. Il n'y a pas de survivant. Dès le lendemain matin, la section d'observateurs de haute montagne (SOHM) du 93e RAM est réquisitionnée pour assister les secours.
Jusqu'en 1954, de nombreux cadres du régiment partent servir en Indochine où le 105HM2 est utilisé pour appuyer les troupes françaises, dans les opérations au Tonkin en particulier.

### Guerre d'Algérie
Le 1er août 1955, le II/93e RAM est créé pour partir en Algérie, où il devient le groupe d'artillerie organique de la 27e division d'infanterie alpine (DIA). Un autre élément, le CI-I/93e RAM reste à Grenoble. C'est un centre d'instruction (CI) créé le 1er février 1955 et qui incorpore les recrues pour le IIe groupe en Algérie. Un troisième élément avec des canons de 155 est dirigé vers la Tunisie et devient le III/28e RA.

### Depuis 1962
Le 15 décembre 1962, la 27e DIA est dissoute. Le 93e RAM devient le régiment d'artillerie de la 27e division alpine, qui se compose des 6e, 7e, 13e et 27e bataillons de chasseurs alpins, ainsi que du 4e régiment de chasseurs.
En 1976, le 93e RAM et le 6e BCA s'installent dans des nouveaux locaux à Varces, qui offrent toutes les infrastructures sportives, militaires et de loisirs nécessaires à l'entrainement et à la cohésion d'une armée moderne. Le 20 mai 1979, le quartier est baptisé Quartier de Reyniès en souvenir du quartier grenoblois détruit.
En 1984, le 93e RAM est toujours équipé des canons 105 HM2, tractés par des camions GMC. Le régiment est responsable de la défense aérienne de sa division avec des half-tracks M16, équipés de quatre mitrailleuses. Tous ces matériels sont alors obsolètes.

## Les restructurations des Armées
En 1999, après la dissolution de la 27e division d'infanterie de montagne et la création de la 27e brigade d'infanterie de montagne, le 93e RAM reste le seul régiment stationné en Isère.
Le 20 octobre 2004, le régiment baptise ses unités élémentaires du nom d'un massif alpin voisin (les batteries prennent le nom de Vercors, Oisans, Belledonne, Cerces, Maurienne, Chartreuse, Chambaran et Taillefer).
En 2007, sur décision du chef d'État-major de l'Armée de terre, une seconde unité de réserve est créée au régiment.
En août 2009, le 93 perd une batterie de tir sol-sol au profit d'une batterie sol-air : cette nouvelle batterie arrive du 57e RA de Bitche.
En 2010, la batterie des opérations devient la batterie de renseignement brigade : la BRB.
Au 1er janvier 2011, avec la création de la base de défense de Grenoble - Annecy - Chambéry basée au quartier de Reyniès à Varces, le 93 perd sa batterie d'administration et de soutien (BAS). Le 3 avril 2011, le 93 perd sa deuxième unité de réserve.

## Le régiment aujourd'hui
Avec les restructurations de 2011 à 2023, le régiment compte dans ses rangs près de 1000 militaires et civils.

### Missions
Subordonné de la 27e brigade d'infanterie de montagne de la 1re division, il participe avec celle-ci aux différentes missions de maintien de la paix dans le monde.
Les projections se font à la fois dans le métier d'artilleur, et en unité PROTERRE (Projection, pour accomplir des missions principalement de Protection, de Professionnels de l'Armée de terre).
Théâtres d'opération : République de Côte d'Ivoire, Kosovo, Tchad, Martinique, Nouvelle-Calédonie, Guyane, Djibouti, Liban, Centrafrique, Afghanistan, Sahel.

### Organisation
Le 93e RAM est constitué des unités suivantes :
- 1 batterie de commandement et de logistique (BCL)
- 1 batterie d'acquisition et de surveillance (BAS)
- 3 batteries de tir sol-sol (B1-B2-B4)
- 1 batterie sol-air (B3)
- 2 batteries de réserve opérationnelle (B5 et B6)

### Matériels

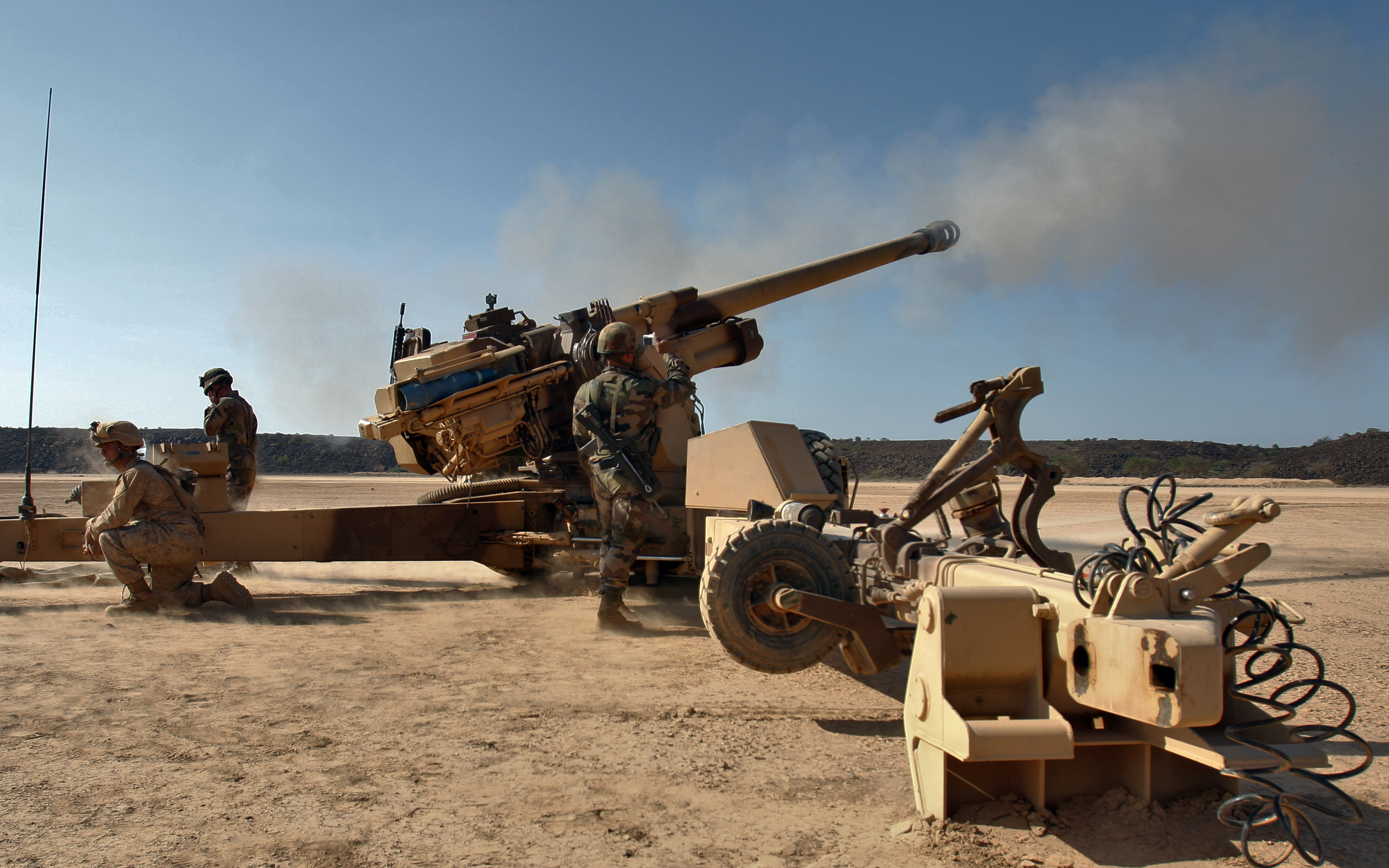
Un TRF1 du 5e RIAOM armé par une batterie du à Djibouti en 2010.

Par le passé doté de canons de 105 mm tracté (105 HM2) puis de 155 mm modèle tracté (155 TRF1) et de mortiers de 120 mm (MO 120 RT), il est progressivement équipé de canons CAESAR. En 2009, avec la création de sa batterie sol-air, le 93 s'équipe de missiles à très courte portée MISTRAL. Sa batterie de renseignement brigade est équipée de DRAC, les drones de renseignement au contact.

## Traditions

### Devise
Devise du régiment : De roc et de feu
- Batterie de commandement et de logistique (Batterie maurienne) : Servir et combattre
- Batterie d'acquisition et de surveillance (Batterie Oisans) : La liberté ou la mort
- 1re batterie de tir sol/sol (Batterie Vercors) : Citius Altius Fortius
- 2e batterie de tir sol/sol (Batterie des Écrins): D'hommes et de volonté.
- 3e batterie de tir sol/air (Batterie Belledonne) : Il n'y a de richesses que d'hommes
- 4e batterie de tir sol/sol (Batterie des Cerces) : Unguibus et rostro
- 5e batterie de réserve opérationnelle (Batterie Trièves) : Semper altius servire
- 6e batterie de réserve opérationnelle (Batterie Taillefer) : Ultra Montes Servire

### Insignes

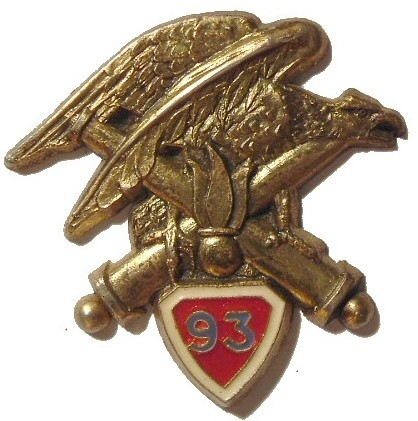
Insigne du 93e RAM
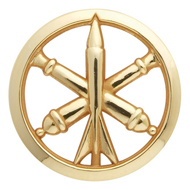
Insigne de béret des artilleurs français
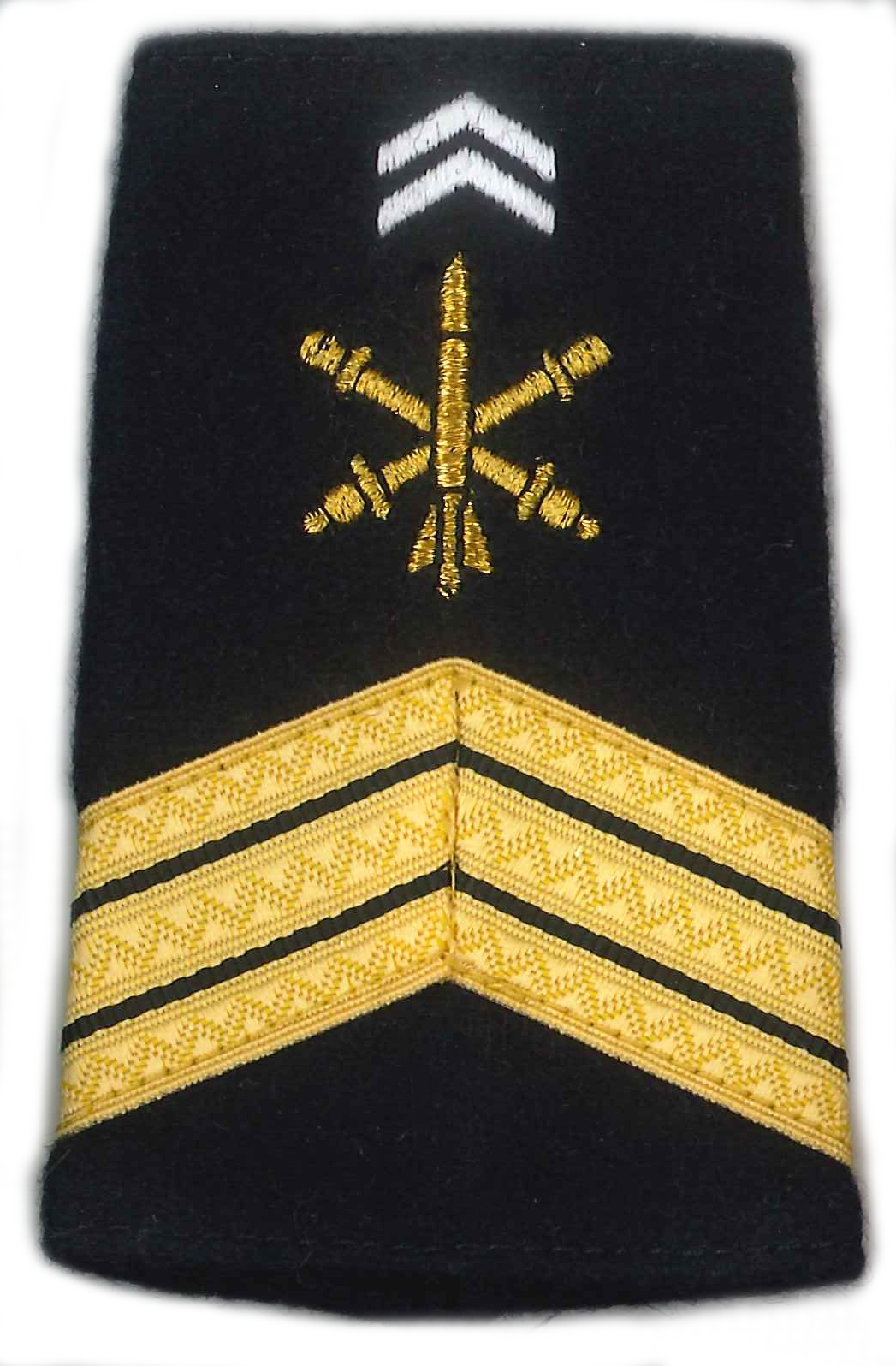
Fourreau d'épaule d'un maréchal des logis chef de l'artillerie de montagne

### Étendard du régiment

Revers du drapeau du.

Il porte, cousues en lettres d'or dans ses plis, les inscriptions suivantes, :
- Maroc 1912-1913
- Champagne 1915
- Dobropolje 1918
- AFN 1952-1962

### Décorations
Le 22 juin 2012, l’étendard du 93e RAM a été décoré de la croix de la Valeur militaire avec palme pour son engagement en Afghanistan de 2008 à 2011.
Par décision du ministre des armées en date du 30 mai 2022, le 93e régiment d'artillerie de montagne est cité à l'ordre de la division. Cette citation comporte l'attribution de la croix de la Valeur militaire avec étoile d'argent.

### Fêtes du régiment
La Sainte-Barbe (4 décembre) : sainte patronne des artilleurs (et de tous les métiers associés au feu)
La Saint-Bernard (20 août) : saint patron des alpins

## Liste des chefs de corps
- 1939 - 1940 : colonel de Werbier d'Antigneul[10]
- 1940 : chef d'escadron Moureton[10]
- 1973-1974 Lieutenant Colonel Lebègue
- 1983 - 1985 : colonel Yves Thollot
- 1985 - 1987 : colonel Pierre-Jacques Costedoat
- 1987 - 1989 : colonel Jean Claverie
- 1989 - 1991 : colonel Jean-Claude Rougelot (président de l'amicale des anciens du 93e RAM)
- 1991 - 1993 : colonel Michel de Guillebon de Resnes
- 1993 - 1995 : colonel Christian Raviart
- 1995 - 1997 : colonel Jean Coulloumme-Labarthe
- 1997 - 1999 : colonel Bruno Lassalle
- 1999 - 2001 : colonel Bernard Amrhein
- 2001 - 2003 : colonel Georges German
- 2003 - 2005 : colonel Gilles Lillo
- 2005 - 2007 : colonel Patrick Gournay
- 2007 - 2009 : colonel Roland Margueritte
- 2009 - 2011 : colonel Eric Mauger
- 2011 - 2013 : colonel François-Yves Le Roux
- 2013 - 2015 : colonel Xavier Renard
- 2015 - 2018 : colonel Patrice de Camaret
- 2018 - 2020 : colonel Joan Guiguet
- 2020 - 2022 : colonel Cyril Iordanow
- 2022 - 2024 : colonel Cédric Germa
- 2024 - : colonel Baudoin Aumonier

## Personnalités ayant servi au sein du régiment
- Louis Gentil (1896-1945), général et résistant, Compagnon de la Libération.
- Édouard Laurent (1896-1972), général et résistant, Compagnon de la Libération.
- Fernandel (1903-1971), au civil Fernand Joseph Désiré Contandin.
- Roger Frison-Roche (1906-1999).

## Sources et bibliographie
- Historique du 93e Régiment d'Artillerie de montagne
- Historique du 93e régiment d'artillerie de montagne "De roc et de feu" de 2009.